# Kötschach-Mauthen
Kötschach-Mauthen (slovenska: Koče-Muta) är en köpingskommun i distriktet Hermagor förbundslandet Kärnten i Österrike. Kommunens centralort är Kötschach. Kötschach-Mauthen har 3341 invånare (2024). Kommunen gränsar i söder mot kommunen Paluzza i Italien. 
Kommunen består av 31 orter (Ortschaften) (inom parentes invånarantal 1 januari 2024):

- Aigen (15)
- Buchach (6)
- Dobra (3)
- Dolling (8)
- Gailberg (8)
- Gentschach (14)
- Gratzhof (9)
- Höfling (21)
- Kosta (10)
- Kreuth (68)
- Kreuzberg (12)
- Krieghof (7)
- Kronhof (15)
- Kötschach (1 520)
- Laas (242)
- Lanz (9)
- Mahlbach (8)
- Mandorf (21)
- Mauthen (733)
- Nischlwitz (8)
- Passau (2)
- Plon (13)
- Plöcken (0)
- Podlanig (32)
- Sittmoos (14)
- St. Jakob im Lesachtal (72)
- Strajach (81)
- Weidenburg (54)
- Wetzmann (24)
- Würda (0)
- Würmlach (312)